# اریش شومان
 اریش شومان (آلمانی: Erich Schumann؛ زاده ۵ ژانویه ۱۸۹۸ درگذشته ۲۵ آوریل ۱۹۸۵) یک فیزیک‌دان اهل آلمان بود.